# Frank O'Connor
Frank O'Connor (11 de abril de 1881 – 22 de noviembre de 1959) fue un actor de nacionalidad estadounidense, a lo largo de cuya carrera de más de cuarenta años de duración trabajó en más de 600 producciones cinematográficas y televisivas. Al principio de su trayectoria fue también conocido como Frank A. Connor y Frank L. A. O'Connor. En la época del cine mudo, fue director o ayudante de dirección de numerosos filmes, escribiendo además varios guiones, tanto de producciones mudas como sonoras. 

## Biografía
Nacido en la ciudad de Nueva York, O'Connor empezó su carrera en el cine con un papel protagonista en la cinta muda de 1915 The Voice in the Fog, en la cual también actuaban Donald Brian y Adda Gleason. Entre 1917 y 1920 actuó en otras seis producciones antes de centrarse en el trabajo detrás de las cámaras. En esos años escribió y/o dirigió más de dos docenas de cintas, entre ellas Everything for Sale (1921, con May McAvoy), One of the Bravest (1925, con Ralph Lewis), Free To Love (1925, con Clara Bow), Go Straight (1925, con Owen Moore), The Block Signal (1926, con Jean Arthur), Exclusive Rights (1926, con Gayne Whitman), Hearts and Spangles (1926, con Wanda Hawley), Colleen (1927, con Madge Bellamy), Your Wife and Mine (1927, con Phyllis Haver), y Masked Angel (1928, con Betty Compson).
Con la llegada del cine sonoro, O'Connor volvió a dedicarse a la actuación. Pasado 1930 solamente dirigió dos películas sonoras, The Call of the Circus (1930), protagonizada por Francis X. Bushman, y The Mystic Circle Murder (1939), interpretada por Robert Fiske y Betty Compson, y en la cual O'Connor también escribió el guion. Otros guiones escritos por él fueron los de Sailor Be Good (1933), dirigida por James Cruze y protagonizada por Jack Oakie, y Adventure in Diamonds, con dirección de George Fitzmaurice e interpretación de George Brent y Isa Miranda.
A partir de 1930 y hasta el momento de su muerte en 1959, O'Connor actuó en numerosos largometrajes, seriales, cortos, y producciones televisivas, casi siempre llevando a cabo papeles de corta duración. Entre sus películas más destacadas figuran King Kong (1933, con Fay Wray), la secuela El hijo de Kong (1933), The Little Colonel (1935, con Shirley Temple y Lionel Barrymore), The Whole Town's Talking (de John Ford, con Edward G. Robinson y Jean Arthur), Las aventuras de Tom Sawyer (1937), Mr. Smith Goes to Washington (de Frank Capra, con Jean Arthur, James Stewart y Claude Rains), The Grapes of Wrath (de John Ford, con Henry Fonda y Jane Darwell, Citizen Kane (de Orson Welles), Cover Girl (1944, con Rita Hayworth y Gene Kelly), Qué bello es vivir (1947, de Frank Capra, con James Stewart y Donna Reed), Sands of Iwo Jima (1950, con John Wayne), Sunset Blvd. (1950, de Billy Wilder, con William Holden y Gloria Swanson, y Mi hermana Elena (1955, con Janet Leigh, Jack Lemmon y Betty Garrett).
Una de sus últimas actuaciones para la gran pantalla fue un pequeño papel en el film de 1957 Jet Pilot, que protagonizaban John Wayne y Janet Leigh. Además de sus actuaciones en largometrajes, O'Connor también trabajó en varios seriales, entre ellos G-Men Never Forget (1948), Superman (1948), Ghost of Zorro (1949), Batman y Robin (1949), King of the Rocket Men (1949), The Invisible Monster (1950), Atom Man vs. Superman (1950), y Captain Video: Master of the Stratosphere (1951).
Con la llegada de la televisión, O'Connor hizo numerosas actuaciones para la pequeña pantalla. La primera de ellas tuvo lugar en 1952 en un episodio de Racket Squad. Otras series en las que trabajó fueron Dragnet, Aventuras de Superman, y Perry Mason. Su última actuación llegó en 1959 en un  episodio de M Squad, el cual se emitió el 17 de abril, poco antes de la muerte del actor.
Frank O'Connor falleció en 1959, a los 77 años de edad, en Los Ángeles, California.